# 菖蒲公園站
菖蒲公園站（日语：／ Ayame-Kouen eki */?）是位於山形縣長井市幸町，山形鐵道的花長井線車站。

## 概要
此站在2002年6月9日啟用。此站在山形縣立長井工業高等學校的學生和家長教師會請願下開設。車站大樓（候車室）是由高校生建造，學生會在月台上打掃和除雪。

## 歷史
- 2002年（平成14年）6月9日 - 車站啟用[1]。

## 車站構造
車站是一座地面車站，設有1面1線的單式月台。候車室是由長井工業高等學校師生、學校職員、PTA和OB建設而成。

## 車站周邊
- 長井菖蒲公園（日语：長井あやめ公園）（步行1～2分鐘）
- 山形縣立長井工業高等學校（日语：山形県立長井工業高等学校）（步行1～2分鐘）
- 文教之杜長井（日语：文教の杜ながい）（步行7～10分鐘，或在長井站轉乘的士）
  - 丸大扇屋（約300年前已經存在的吳服商店群。資料館公開參觀。山形縣指定文化財產）、長沼孝三彫塑館
- 長井市營運動場、網球場、棒球場
- 野川
- 長井十日町郵局
- 金剛山遍照寺
- 長井一之宮 總宮神社
- 藥王堂（日语：薬王堂）長井十日町店
- 梅屋（日语：おーばん）長井北店（東北乘車5分鐘）
- 松木駕駛學校長井校（日语：マツキドライビングスクール長井校）、山形起重機學校

## 使用狀況
以下為1日平均乘車人次變化
| 乘車人次變化 | 乘車人次變化      |
| 年度         | 一日平均 乘車人次 |
| ------------ | ----------------- |
| 2002         | 52                |
| 2003         | 49                |
| 2004         | 49                |
| 2005         | 46                |
| 2006         | 100               |
| 2007         | 125               |
| 2008         | 122               |
| 2009         | 122               |
| 2010         | 125               |
| 2011         | 124               |
| 2012         | 119               |
| 2013         | 108               |
| 2014         | 104               |
| 2015         | 101               |
| 2016         | 99                |
| 2017         | 98                |

## 相鄰車站
山形鐵道
花長井線
長井－菖蒲公園－羽前成田

## 注腳
1. 1 2 3  . RAIL FAN (鐵道友之會). 2002年9月, 49 (9): 22 （日语）.
2. ↑  あやめ公園駅 （页面存档备份，存于）（日語） - 山形縣立長井工業高等學校
3. ↑  山形縣統計年鑑